# Torns landskommun
Torns landskommun var en tidigare kommun i förutvarande Malmöhus län. Den omfattade de delar av nuvarande Lunds kommun som ligger norr om tätorten Lund, med samhällena Stångby, Vallkärra, Norra Nöbbelöv, Håstad, Västra Hoby, Igelösa och Odarslöv.  Nuvarande Torns församling sammanfaller med den gamla kommunen.

## Administrativ historik
Kommunen bildades som storkommun vid kommunreformen 1952 genom sammanläggning av kommunerna Norra Nöbbelöv, Vallkärra, Västra Hoby, Stångby och Håstad samt Igelösa och Odarslöv. 
Under förberedelserna inför 1971 års kommunreform infogades den 1967 i Lunds stad och ingår sedan 1971 i Lunds kommun.
Kommunkoden var 1224.

### Kyrklig tillhörighet
I kyrkligt hänseende tillhörde kommunen församlingarna Håstad, Igelösa, Norra Nöbbelöv, Odarslöv, Stångby, Vallkärra och Västra Hoby.

## Geografi
Torns landskommun omfattade den 1 januari 1952 en areal av 63,74 km², varav 63,15 km² land.

### Tätorter i kommunen 1960
I Torns landskommun ingick  tätorten Stångby, som hade 289 invånare den 1 november 1960. Tätortsgraden i kommunen var då 11,8 procent.

## Politik

### Mandatfördelning i valen 1950-1962
| 18 | 14 | 3 |

| 34 |

| 18 | 11 | 3 | 3 |

| 34 |

| 16 | 13 | 2 | 4 |

| 33 |

| 17 | 13 | 2 | 3 |

| 34 |